# Xenoses macropus
Xenoses macropus är en fjärilsart som beskrevs av John Hartley Durrant 1924. Xenoses macropus ingår i släktet Xenoses och familjen glasvingar. Inga underarter finns listade i Catalogue of Life.